# Gustavo Noriega
Gustavo Noriega (19 de noviembre de 1956) es un periodista y crítico de cine argentino. Es conocido por haber sido panelista del programa de televisión Duro de domar y director de la revista especializada en cine El Amante. En 2025 conduce un programa semanal de radio en El Observador 107.9, y acompaña a Yanina Latorre en un ciclo diario de la misma estación.

## Trayectoria
Noriega se graduó de Licenciado en Ciencias Biológicas de la Universidad de Buenos Aires en el año 1982. Entre 1989 y 2004 trabajó en el Instituto Nacional de Estadística y Censos (INDEC). En 1992 se sumó a la dirección de la revista de cine El Amante fundada el año anterior por Eduardo Antín (Quintín). También condujo El Amante TV por Canal (Á).
En 2004 renunció al INDEC y se integró al programa Indomables de América TV como panelista. Al año siguiente el programa pasa a Canal 13 bajo el nombre de Duro de domar. Fue columnista en el programa La Cornisa con Luis Majul por Radio La Red. Tuvo un programa semanal en Radio Nacional llamado Resaltadores desde diciembre de 2015 hasta diciembre de 2018. Conduce el programa Preferiría No Hacerlo en la radio del Gobierno de la Ciudad de Buenos Aires desde diciembre de 2014.
Fue crítico de las medidas restrictivas contra la Pandemia de COVID-19, así como también del tratamiento de la misma por parte de los medios de comunicación y de los expertos que defendían las restricciones.

## Vida privada
Es padre de Francisco y Elías Noriega.

## Ideas políticas
En 2015 firmó una carta junto a otras personalidades de medios y la cultura apoyando la candidatura de Mauricio Macri. Durante la gestión de Macri como presidente se manifestó en contra de la movilización de universitarios que protestaban por la política educativa de este.
En 2017 consideró irrelevante el caso de los Paradise Papers, que involucraba a un ministro del gobierno de Mauricio Macri, Luis Caputo, con algunos vínculos en las Islas Caimán.
En 2018 se vio envuelto en polémicas cuando calificó de demencial que hayan asistido todas de negro a la gala de los Globo de Oro como forma de protesta contra el abuso sexual. Según sus propias palabras "Cualquier cosa que conduzca a un uniforme está mal".

## Publicaciones
- Noriega, G. (2017). Diccionario crítico de los años 70: todo lo que se dijo y lo que no se dijo de la época más violenta de la Argentina.
- Noriega, G., & Raffo, G. (2013). Progresismo: El octavo pasajero. Sudamericana.
- Noriega, G. (2012). INDEC: historia íntima de una estafa. Sudamericana.